# بيلي سول إستس
بيلي سول إستس (بالإنجليزية: Billie Sol Estes)‏ هو شخصية أعمال أمريكي، ولد في 10 يناير 1925 في كلايد في الولايات المتحدة، وتوفي في 14 مايو 2013 في غرانبوري في الولايات المتحدة.

## وصلات خارجية
- بيلي سول إستس على موقع IMDb (الإنجليزية)